# Heikki Sihtola
Heikki Sihtola, född 28 mars 1911 i Helsingfors, död 1990, var en finländsk ingenjör. 
Sihtola, som var son till diplomingenjör Jalo Sihtola och Ester Sofia Andersin, blev student 1929 och diplomingenjör 1934. Han var driftsingenjör vid A. Ahlström Oy:s  cellulosafabrik i Varkaus 1935–1944, överingenjörsassistent 1944–1946, blev teknisk ledare vid Veitsiluoto Oy 1946 samt var direktör och chef för cellulosaavdelningen samt direktionsmedlem där 1950–1974, viceverkställande direktör 1955. Han var timlärare vid Varkaus tekniska skola 1935–1946.